# Bernd Fritsch
Bernd Fritsch es un deportista de la RDA que compitió en remo como timonel. Ganó una medalla de oro en el Campeonato Mundial de Remo de 1975, en la prueba de dos con timonel.

## Palmarés internacional
| Campeonato Mundial | Campeonato Mundial       | Campeonato Mundial | Campeonato Mundial |
| Año                | Lugar                    | Medalla            | Prueba             |
| ------------------ | ------------------------ | ------------------ | ------------------ |
| 1975               | Nottingham (Reino Unido) | Medalla de oro     | Dos con timonel    |